# Ancylopus melanocephalus
Ancylopus melanocephalus là một loài bọ cánh cứng trong họ Endomychidae. Loài này được Olivier miêu tả khoa học năm 1808.